# Аманулла-хан
Аманулла-хан (перс. شاه امان‌الله خان‎, 1 июня 1892, Пагман, Эмират Афганистан — 25 апреля 1960, Цюрих, Швейцария) — эмир (с 1926 года — король) Афганистана (21 февраля 1919 — 14 января 1929).

## Биография
Сын эмира Хабибуллы-хана. Находился под влиянием идей младоафганцев.
Сразу после восшествия на престол Амануллы, 28 февраля 1919 года была провозглашена полная независимость Афганистана, что привело к англо-афганской войне 1919 года. В 1921 году Великобритания признала независимость Афганистана.
В октябре 1919 года Аманулла-хан отправил свои войска в Мерв, изгнавшие оттуда местный Совет. Аманулла также предложил военную помощь против большевиков Фергане — на условиях присоединения её к Исламской Центральноазиатской Федерации.
В 1919 году Аманулла установил дипломатические отношения с РСФСР, а в 1921 году был заключён первый советско-афганский договор. Впоследствии в 1926 году был заключён договор между СССР и Афганистаном о нейтралитете и взаимном ненападении.
Руководствуясь идеями младоафганцев, Аманулла провёл ряд реформ, направленных на модернизацию страны и усиление центральной власти: в 1923 году была принята конституция, разрешена свободная купля-продажа земли, натуральные налоги заменены денежными. Были также открыты ряд учебных заведений. В 1927—1928 годах Аманулла совершил поездку в Индию, ряд стран Ближнего и Среднего Востока, Западной Европы, в 1928 году он также посетил СССР.
Реформы Амануллы сопровождались увеличением государственных расходов и ростом налогов, что вызывало недовольство крестьянства. В ноябре 1928 года в восточных областях королевства Афганистан началось восстание пуштунских племён, а в декабре того же года дезертир королевской армии Бачаи Сакао начал поход на Кабул.
14 января 1929 года Аманулла был вынужден отречься от престола бежать в Кандагар. Аманулла собрал отряд сторонников и начал в апреле поход на Кабул при поддержке Красной Армии. Однако 22 мая его отряд был разбит. Аманулла бежал в Индию, а затем перебрался в Европу. Впоследствии жил в Италии.

В 1948 году заявил о признании Мухаммеда Захир-шаха и его династии. Умер в 1960 году Цюрихе, похоронен в Джелалабаде.

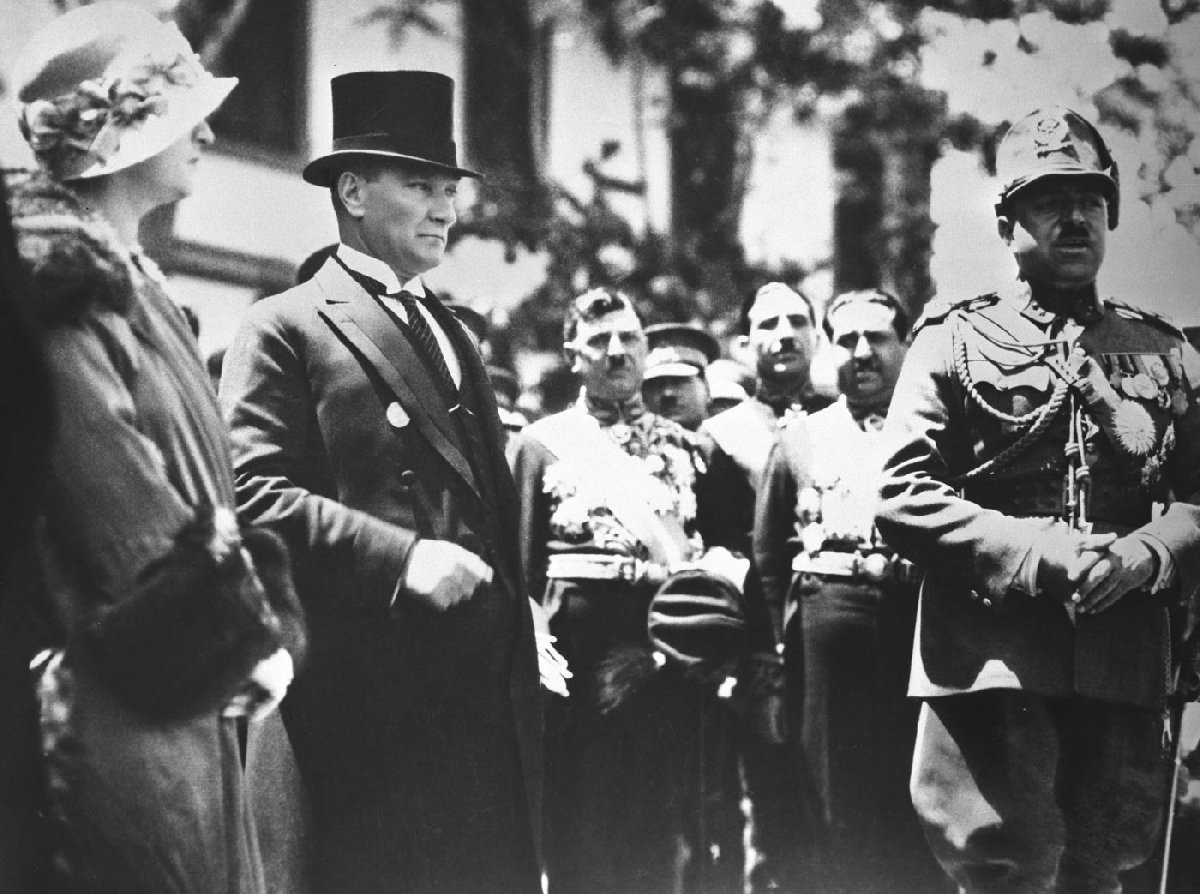
Аманулла-хан с первым президентом Турции, Мустафой Кемалем Ататюрком, в Анкаре (1928)
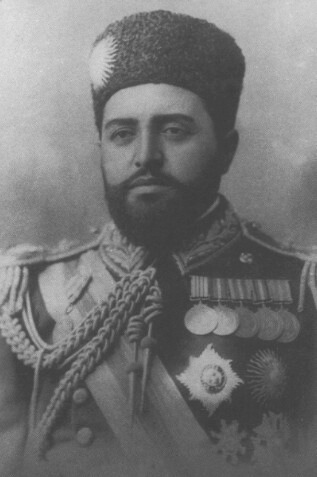
Отец Амануллы-хана — правитель Эмирата Афганистан Хабибулла-хан